# Castilla y León (vino)

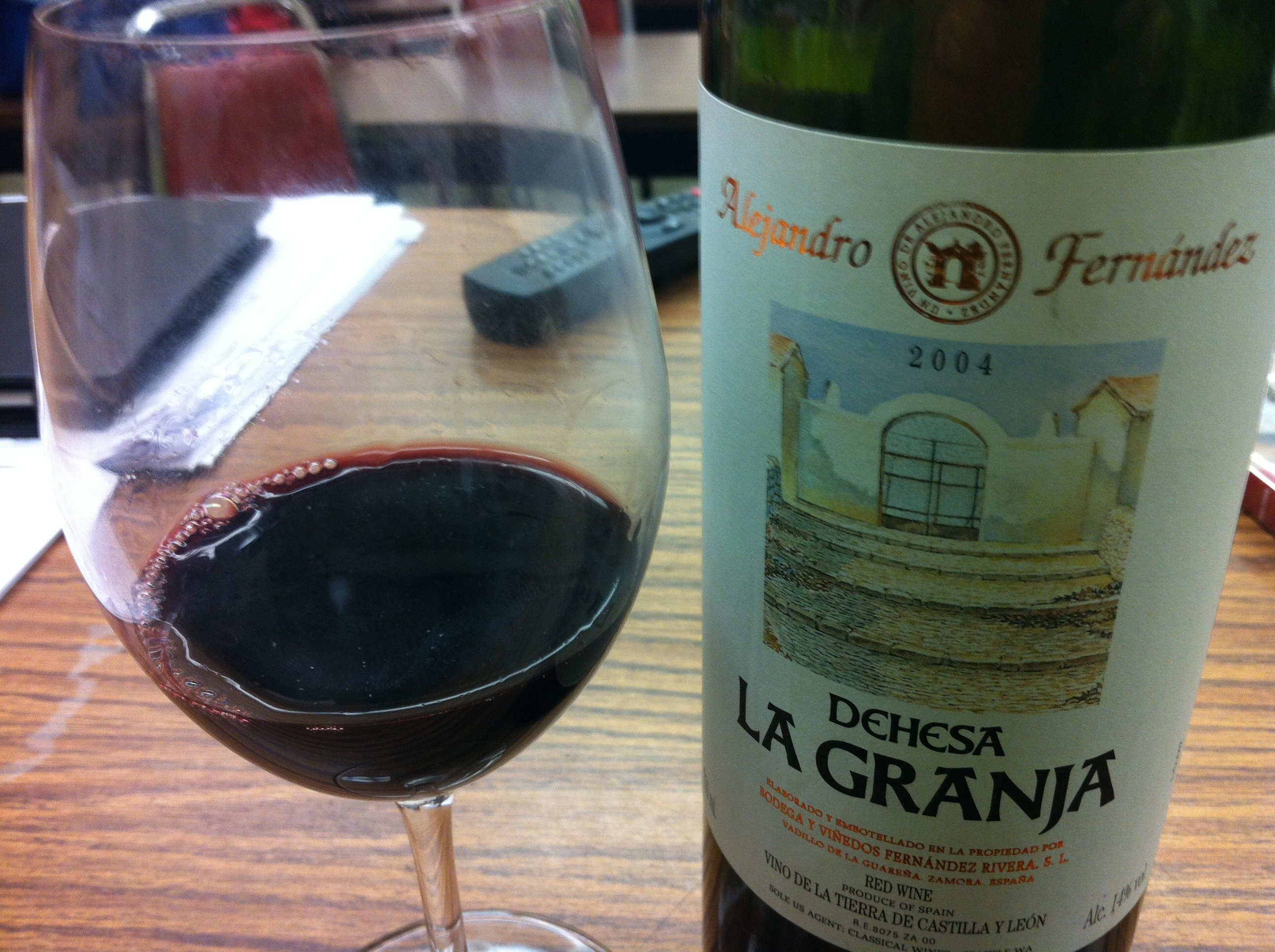
Vino de la Tierra de Castilla y León

Castilla y León es una indicación geográfica protegida, utilizada para designar los vinos de la tierra elaborados con uvas producidas en la comunidad autónoma de Castilla y León, España. Bajo esta indicación protegida se elaboran vinos tintos, blancos y rosados, en 317 localidades de las provincias de Ávila, Burgos, León, Palencia, Salamanca, Segovia, Soria, Valladolid y Zamora.
Un clima mediterráneo continental de escasas precipitaciones, junto a la diversidad de suelos son las características más notables de la región, que a grandes rasgos coincide con la cuenca del Duero o submeseta norte, junto al perímetro montañoso que la rodea.
Esta figura incluye a los viñedos enmarcados en las denominaciones de origen castellanas y leonesas, en menciones de Vino de la Tierra, o a productores con derecho a utilizar la mención geográfica.
Sin embargo, quedan fuera de los Vinos de la Tierra de Castilla y León los vinos elaborados en Castilla y León pero que ya poseen denominación de origen propia. Como, por ejemplo D.O. Bierzo, D.O. Tierras de León, D.O. Toro, D.O. Cigales, D.O. Ribera del Duero, etcétera.
La indicación geográfica Castilla y León se encuentra registrada ante la Unión Europea desde 16 de abril de 2004.Desde el 22 de junio de 2021, también cuenta con registro ante la Organización Mundial de la Propiedad Intelectual.